# Lo spirito del grande lago
Lo spirito del grande lago (The Pathfinder) è un film per la televisione del 1996.

## Trama
Trattato dal romanzo La staffetta di James Fenimore Cooper, è ambientato in Nordamerica durante la guerra franco-indiana. Mabel Dunham, accompagnata da suo zio, viene salvata da un attacco indiano da Natty Bumpoo e Chingakook mentre era in viaggio verso Fort Oswego dove si trova il padre.